# Visemar di Navigazione
La Visemar di Navigazione è una società italiana di trasporti marittimi privata con sede a Porto Viro, in provincia di Rovigo, nata da una partnership tra i Cantieri navali Visentini e l'agenzia marittima e casa di spedizioni veneziana Tositti.

## Flotta
| Nave               | Numero IMO | Bandiera         | Tipo    | Anno di costruzione              | Lunghezza (m)                   | Note                                                                                             |
| ------------------ | ---------- | ---------------- | ------- | -------------------------------- | ------------------------------- | ------------------------------------------------------------------------------------------------ |
| Varsovia           | 9990480    |                  | Ro- Pax | 2024                             | 216                             | Noleggiata a Polferries con contratto decennale a scafo nudo con opzione di acquisto dopo 6 anni |
| GNV Bridge         | 9893369    |                  | Ro- Pax | 2021                             | 203                             | Noleggiata a Grandi Navi Veloci                                                                  |
| Ciudad de Valencia | 9869722    | 2020             | Ro- Pax | Noleggiata alla Trasmediterránea | 203                             |                                                                                                  |
| Grendi Star        | 9799977    | Ro-Ro            | 2017    | 191                              | Noleggiata al Gruppo Grendi     |                                                                                                  |
| GNV Sealand        | 9435454    | Ro-Pax           | 2009    | 186                              | Noleggiata a Grandi Navi Veloci |                                                                                                  |
| South Enabler      | 1022641    | Cipro (bandiera) | Ro-Ro   | 2025                             | 204                             | Noleggiata alla Mann Lines Ro-Ro                                                                 |

## Navi del passato
| Nave            | Numero IMO | Tipo     | Anno di costruzione | Note |
| --------------- | ---------- | -------- | ------------------- | --- |
| Robur           | 8716954    | Ro-Ro    | 1989                | Attuale Island Express |
| Maior           | 8716966    | Ro-Ro    | 1990                | Attuale Indigo 1 |
| Altinia         | 9048471    | Ro-Ro    | 1992                | Attuale Galaxy F |
| Norman Atlantic | 9435466    | Ro-Pax   | 2009                | Nel dicembre 2014 viene noleggiata da Anek Lines in joint venture con Superfast Ferries Distrutta da un incendio e demolita ad Aliağa (Turchia) ad agosto 2019 |
| Visemar One     | 9498743    | Ro-Pax   | 2010                | Nel 2011 viene noleggiata da Baleària, che l'acquista definitivamente nel 2018 Attualmente ha assunto il nome Hedy Lamarr                                      |
| Epsilon         | 9539054    | Ro-Pax   | 2011                | Acquistata da Unity Line |
| Rosa dei Venti  | 9706592    | Ro-Ro    | 2018                | Proprietà Corsica Ferries - Sardinia Ferries. Attualmente noleggiata al Gruppo Grendi                                                                          |
| Frijsenborg     | 9645396    | Ro-Ro    | 2016                | Acquistata da Stena Line e rinominata Stena Forwarder |
| Wedellsborg     | 9687306    | Ro-Ro    | 2014                | Acquistata da Finaval tramite Nav.Co. per Gruppo Grendi e rinominata Grendi Futura                                                                             |
| Stena Horizon   | 9332559    | Ro - Pax | 2006                | Acquistata da Stena Line |